# Campionatul European de Cros din 2005
A 12-a ediție a Campionatului European de Cros s-a desfășurat pe 11 decembrie 2005 la Tilburg, Țările de Jos. Au participat 350 de sportivi din 27 de țări.

## Rezultate

### Masculin
| Loc | Sportiv                | Timp  |
| --- | ---------------------- | ----- |
|     | Serghei Lebid          | 27:09 |
|     | Alberto García         | 27:21 |
|     | Driss Maazouzi         | 27:26 |
| 4   | Bouabdellah Tahri      | 27:27 |
| 5   | Günther Weidlinger     | 27:28 |
| 6   | Mokhtar Benhari        | 27:35 |
| 7   | Tom Van Hooste         | 27:36 |
| 8   | Khalid Zoubaa          | 27:36 |
| 9   | Juan Carlos de la Ossa | 27:36 |
| 10  | José Ríos              | 27:37 |

| Loc | Țară | Puncte                   |
| --- | --- | ------------------------ |
|     | Franța Driss Maazouzi Bouabdellah Tahri Mokhtar Benhari Khalid Zoubaa Driss El Himer Irba Lakhal          | 21 3 4 6 8 (13) (46)     |
|     | Spania Alberto García Juan Carlos de la Ossa José Ríos Iván Galán Javier Guerra Ricardo Serrano           | 64 2 9 10 43 (45) (55)   |
|     | Ucraina Serghi Lebid Leonid Rîbak Evgheni Bojko Iuri Hiciun Vitali Șafar Mîkola Rudîk                     | 71 1 19 24 27 (34) (81)  |
| 4   | Italia Gabriele De Nard Michele Gamba Daniele Caimmi Gianmarco Buttazzo Maurizio Leone Federico Simionato | 75 15 18 20 22 (28) (69) |
| 5   | Portugalia Fernando Silva Alberto Chaíça Ricardo Ribas José Ramos Paulo Guerra Rui Pedro Silva            | 92 11 25 26 30 (33) (44) |
| 6   | Rusia Evgheni Rîbakov Serghei Lukin Dmitri Maksimov Serghei Emelianov Anatoli Rîbakov                     | 123 23 29 32 39 (42)     |

### Feminin
| Loc | Sportivă            | Timp  |
| --- | ------------------- | ----- |
|     | Lornah Kiplagat     | 19:55 |
|     | Sabrina Mockenhaupt | 20:00 |
|     | Johanna Nilsson     | 20:01 |
| 4   | Olivera Jevtić      | 20:04 |
| 5   | Anikó Kálovics      | 20:15 |
| 6   | Hayley Yelling      | 20:16 |
| 7   | Inga Abitova        | 20:16 |
| 8   | Liz Yelling         | 20:17 |
| 9   | Rosa Morató         | 20:18 |
| 10  | Maria Konovalova    | 20:18 |

| Loc | Țară | Puncte                    |
| --- | --- | ------------------------- |
|     | Rusia Inga Abitova Maria Konovalova Lidia Grigorieva Lilia Șobuhova Galina Egorova                              | 52 7 10 14 21 (46)        |
|     | Regatul Unit Hayley Yelling Liz Yelling Kate Reed Natalie Harvey Eleanor Baker Lucy Elliott                     | 54 6 8 16 24 (33) (37)    |
|     | Franța Latifa Essarokh Yamna Oubouhou Maria Martins Fatiha Klilech-Fauvel Julie Coulaud Christelle Daunay       | 73 13 17 18 25 (27) (41)  |
| 4   | Portugalia Inês Monteiro Cláudia Pereira Fernanda Ribeiro Anália Rosa Jéssica Augusto Helena Sampaio            | 87 19 20 22 26 (30) (36)  |
| 5   | Irlanda Mary Cullen Rosemary Ryan Jolene Byrne Orla O'Mahony Aoife Byrne Fionnuala Britton                      | 106 11 29 31 35 (38) (39) |
| 6   | Țările de Jos Lornah Kiplagat Adriënne Herzog Miranda Boonstra Selma Borst Marlies Overbeeke Jolanda Verstraten | 109 1 15 40 53 (62) (70)  |

### Juniori
| Loc   | Sportiv                 | Timp  |
| ----- | ----------------------- | ----- |
|       | Barnabás Bene           | 18:41 |
|       | Andrew Vernon           | 18:42 |
|       | Dušan Markešević        | 18:42 |
| 4     | Mohamed el Bendir       | 18:50 |
| 5     | Ciprian Șuhanea         | 18:50 |
| 6     | Ștefan Pătru            | 18:52 |
| 7     | Siarhei Cebiarak        | 18:53 |
| 8     | Arkadiusz Gardzielewski | 18:54 |
| 9     | Martin Dematteis        | 18:54 |
| 10    | Arkadiusz Gardzielewski | 18:54 |
| [...] |                         |       |
| 28    | Mihăiță Voicu           | 19:09 |
| 32    | Marius Sava             | 19:14 |
| 60    | Mihai Bereanu           | 19:37 |
| 83    | Ionuț Betej             | 19:56 |

| Loc | Țară | Puncte                    |
| --- | --- | ------------------------- |
|     | Polonia Marcin Chabowski Arkadiusz Gardzielewski Kamil Murzyn Łukasz Skoczyński Mateusz Demczyszak Wojciech Kopeć | 60 8 10 19 23 (74) (99)   |
|     | Regatul Unit Andrew Vernon Adam Hickey Kelvin Hardy Thomas Minshull Anthony Moran Keith Gerrard                   | 68 2 13 24 29 (33) (69)   |
|     | România · Ciprian Șuhanea · Ștefan Pătru · Mihăiță Voicu · Marius Sava · Mihai Bereanu · Ionuț Betej              | 71 5 6 28 32 (60) (83)    |
| 4   | Italia Martin Dematteis Andrea Lalli Simone Gariboldi Antonio Garavello Alessandro Marangi Luca Tocco             | 101 9 12 35 45 (91) (NT)  |
| 5   | Portugalia Vitor Reis Nuno Costa António Silva Carlos da Silva Ruben Brás Ricardo Paixão                          | 115 17 22 27 49 (62) (71) |
| 6   | Spania Mohamed Elbendir Álvaro Rodríguez José Luis Galván Iván Fernández Javier García José España                | 120 4 26 36 54 (58) (90)  |

### Junioare
| Loc   | Sportivă         | Timp  |
| ----- | ---------------- | ----- |
|       | Ancuța Bobocel   | 15:23 |
|       | Emily Pidgeon    | 15:25 |
|       | Susan Kuijken    | 15.33 |
| 4     | Linda Byrne      | 15:39 |
| 5     | Galina Maksimova | 15:40 |
| 6     | Morag Maclarty   | 15:42 |
| 7     | Stephanie Twell  | 15:45 |
| 8     | Iulia Ivanova    | 15:47 |
| 9     | Azra Nurkovic    | 15:50 |
| 10    | Larisa Arcip     | 15:51 |
| [...] |                  |       |
| 18    | Roxana Bârcă     | 15:59 |
| 20    | Andreea David    | 16:00 |
| 26    | Cătălina Oprea   | 16:13 |
| 47    | Ramona Andrei    | 16:32 |

| Loc | Țară | Puncte                    |
| --- | --- | ------------------------- |
|     | Regatul Unit Emily Pidgeon Morag MacLarty Stephanie Twell Sian Edwards Gemma Turtle Nicola Sykes         | 30 2 6 7 15 (17) (21)     |
|     | România · Ancuța Bobocel · Larisa Arcip · Roxana Bârcă · Andreea David · Cătălina Oprea · Ramona Andrei  | 49 1 10 18 20 (26) (47)   |
|     | Rusia Galina Maksimova Iulia Ivanova Viktoria Ivanova Natalia Starkova Tatiana Makarova                  | 60 5 8 11 36 (39)         |
| 4   | Irlanda Linda Byrne Rose-Anne Galligan Azmera Gebrezgi Ashling Baker Aoife Cooke Breffini Twohig         | 98 4 23 34 37 (63) (79)   |
| 5   | Belgia · Selien De Schryder · Annelore Desaedeleer · Vanja Cnops · Barbara Maveau · Anne-Sophie Maréchal | 123 12 33 38 40 (NT)      |
| 6   | Germania Ingalena Heuck Julia Hiller Daniela Oemus Rhea Richter Friederike Behrendt Sandra Thormann      | 124 16 31 32 45 (59) (67) |

## Clasament pe medalii
| Loc   | Țară                 | Aur | Argint | Bronz | Total |
| ----- | -------------------- | --- | ------ | ----- | ----- |
| 1     | Regatul Unit         | 1   | 4      | 0     | 5     |
| 2     | România              | 1   | 1      | 1     | 3     |
| 3     | Franța               | 1   | 0      | 2     | 3     |
| 4     | Rusia                | 1   | 0      | 1     | 2     |
| 4     | Țările de Jos        | 1   | 0      | 1     | 2     |
| 4     | Ucraina              | 1   | 0      | 1     | 2     |
| 7     | Polonia              | 1   | 0      | 0     | 1     |
| 7     | Ungaria              | 1   | 0      | 0     | 1     |
| 9     | Spania               | 0   | 2      | 0     | 2     |
| 10    | Germania             | 0   | 1      | 0     | 1     |
| 11    | Serbia și Muntenegru | 0   | 0      | 1     | 1     |
| 11    | Suedia               | 0   | 0      | 1     | 1     |
| Total | Total                | 8   | 8      | 8     | 24    |